# Mistrovství světa v krasobruslení 1897
Mistrovství světa v krasobruslení 1897 se konalo 13. a 14. února 1897 v Stockholmu ve Švédsku. Bylo to druhé MS v krasobruslení v historii.
Gustav Hügel z Rakouska zde vyhrál svůj první titul mistra světa, přestože si při cvičení v Hamburku natáhl šlachu. Ulrich Salchow ze Švédska skončil druhý a Johan Lefstad z Norska třetí.

## Výsledky

### Muži
| Pořadí | Jméno          | Stát     |
| ------ | -------------- | -------- |
| 1      | Gustav Hügel   | Rakousko |
| 2      | Ulrich Salchow | Švédsko  |
| 3      | Johan Lefstad  | Norsko   |
| 4      | Thiodolf Borgh | Švédsko  |
| 5      | Hugo Carlsson  | Švédsko  |
| 6      | Oscar Holthe   | Norsko   |

### Rozhodčí
- H. Cederblom  Švédsko
- O. Wollert  Švédsko
- C. F. Mellin  Švédsko
- L. Lindqvist  Švédsko
- Ivar Hult  Švédsko